# Фацелия пижмолистная
Фаце́лия пижмоли́стная (лат. Phacélia tanacetifólia) — травянистое растение, вид рода Фацелия семейства Водолистниковые (Hydrophyllaceae). Ценное медоносное растение.

## Ботаническое описание

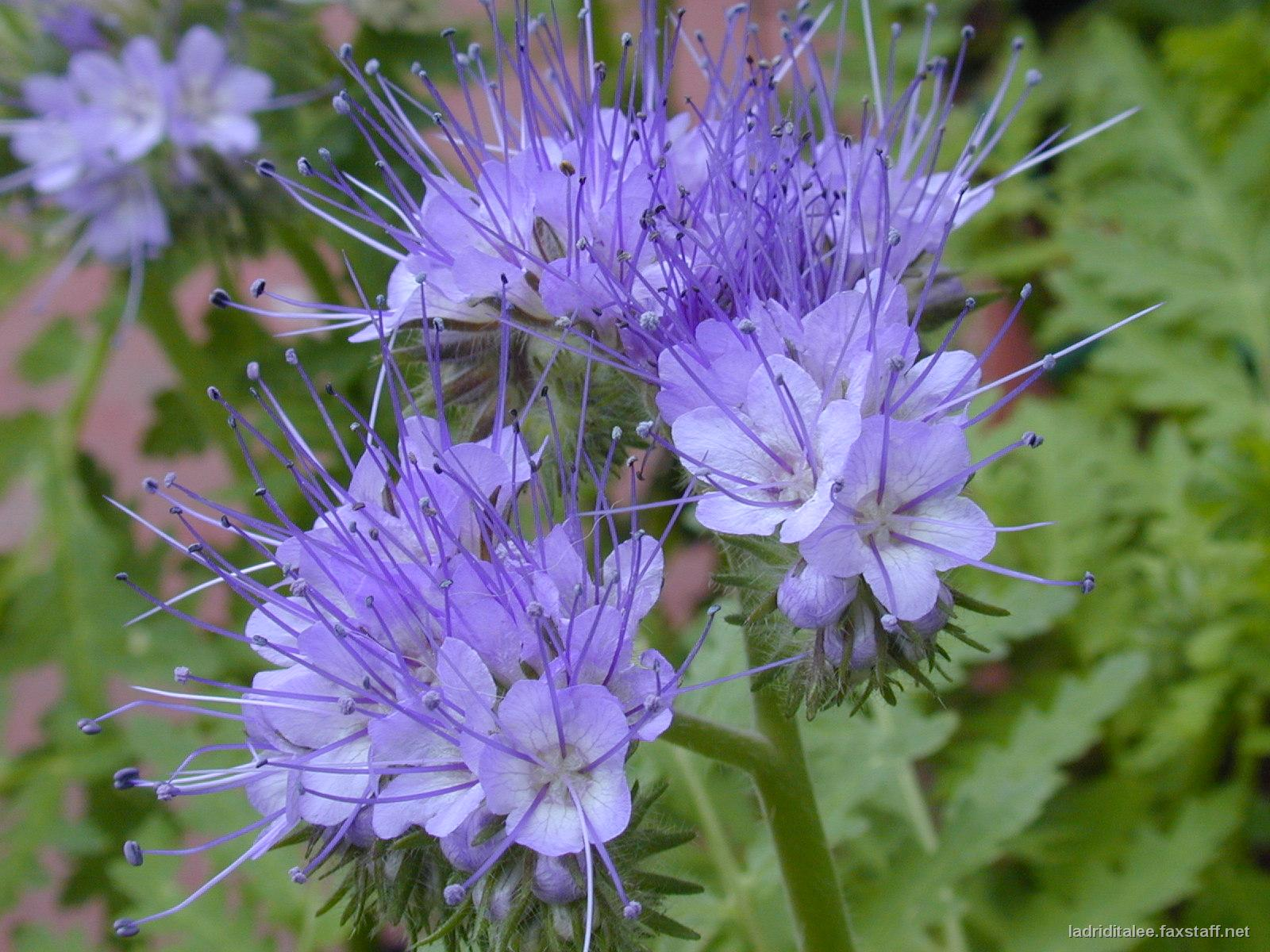
Соцветие фацелии

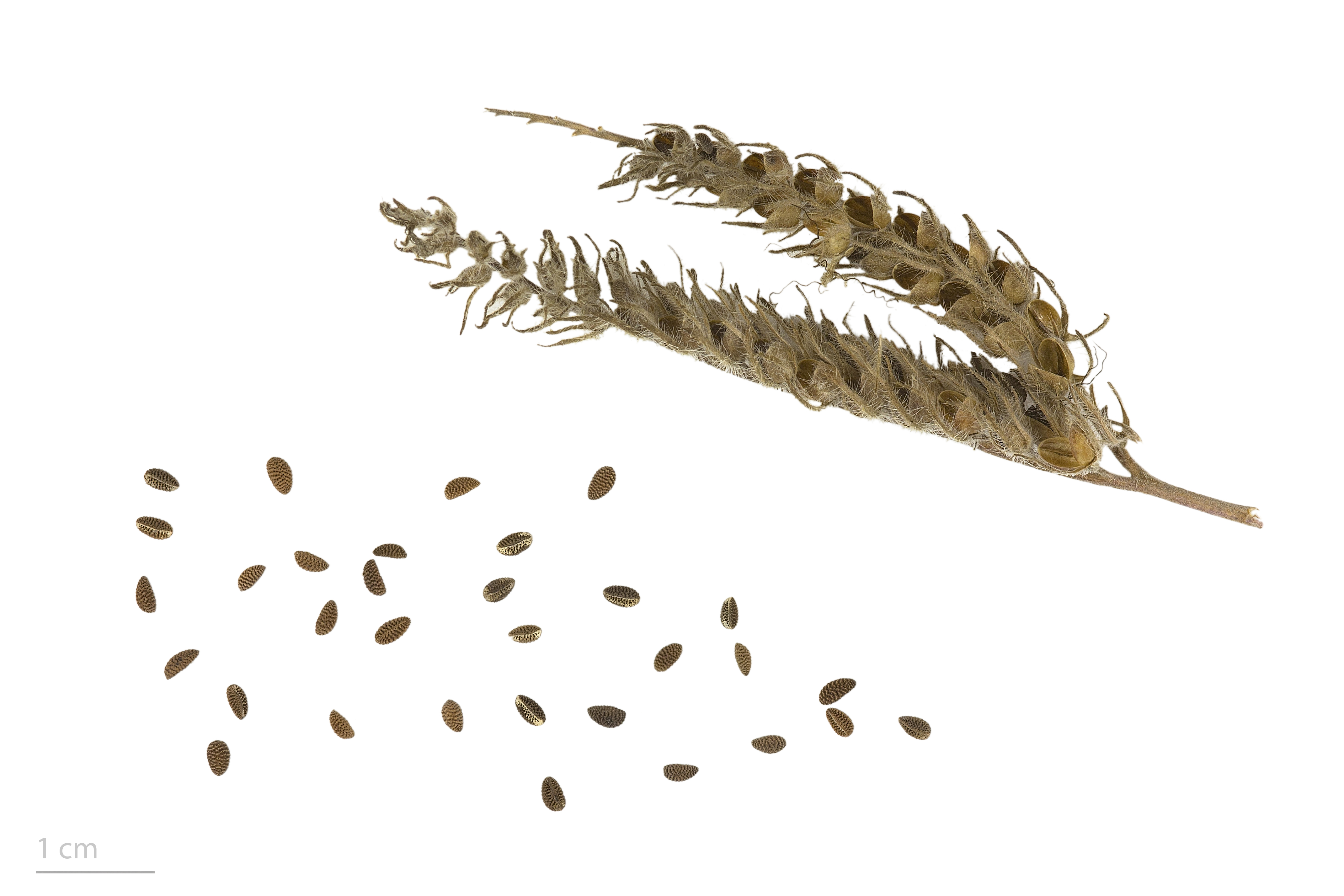
Phacelia tanacetifolia — Тулузский музей

Однолетнее травянистое растение 15—70 (120) см высотой, покрытое жёстким щетинистым опушением. Стебель прямостоячий, простой или слабо ветвящийся, с желёзками.
Прикорневые листья 6—20×3—15 см, на черешках, в очертании продолговато-эллиптические до яйцевидных, перисто-рассечённые, с продолговатыми или ланцетовидными перисто-зубчатыми листочками. Стеблевые листья сходные, с очень короткими черешками или сидячие.
Цветки многочисленные, собраны в густые щитковидные сложные зонтики. Чашечка с густо опушёнными острыми линейно-ланцетовидными долями 4—6×0,3—1 мм. Венчик с синевато-сиреневыми лепестками, ширококолокольчатый, 7—10 мм длиной. Тычинки выступающие из венчика, 9—14 мм длиной, с голыми нитями и продолговато-эллиптическими пыльниками.
Коробочки широкояйцевидные, 3—4 мм длиной, обычно с двумя морщинистыми тёмно-коричневыми семенами по 2—3 мм длиной.
Зацветает примерно через 40—45 дней после посева, продолжительность цветения, в зависимости от погодных условий, региона произрастания и плодородия почвы 20—60 дней.

## Распространение и экология
Родина фацелии пижмолистной — Калифорнийская долина и пустыни Калифорнии, а также Нижняя Калифорния. Описана «из Калифорнии», тип был собран Дэвидом Дугласом в 1833 году.
Интродуцирована в Европу, где нередко встречается в качестве сорного растения по нарушенным местообитаниям. На естественные экосистемы, однако, давления не оказывает.
Растение среднескороспелое, холодостойкое и зимоустойчивое. Выдерживает заморозки до —6 °C. Семена сохраняют всхожесть до 4 лет. Прорастают при 3—4 °С, лучше при 8—10 °С. Хорошо выдерживает засушливые периоды лета в Нечерноземье. Страдает от избытка влаги. Семена созревают неравномерно. Вегетационный период длится около 90 дней. Растение опыляется насекомыми.
Растение нетребовательно к почве и уходу. На плодородных почвах при обработке даёт исключительно высокие урожаи. Отзывчиво на внесение органических и минеральных удобрений. С 1 гектара можно получить до 400 кг семян. Такое количество семян достаточно для посева на 30—40 гектаров. Летние посевы дают более высокие урожаи зелёной массы.

## Химический состав
Зелёная масса в начале цветения содержит: 83,5 % воды, 2,3 % протеина, 0,6 % жира, 4,4 % клетчатки, 3,0 % золы, 6,2 % БЭВ, 17 мг/га каротина. На 100 кг корма приходится 1,6 кг переваримого протеина и 14 кормовых единиц. Сухая масса содержит: 17,3 % сухого вещества, 2,1 % общего азота, 12,9 % сырого протеина и 2,8 % сырого жира, 3,1 % сахара, 11,3 % золы.
Силос содержит 81,5—89,5 % воды, 1,6 % протеина, 2,0 % клетчатки, 1,8 % золы. Переваримость в зелёной массы — протеина 66, жира 62, клетчатки 54, БЭВ 64.

## Значение и применение

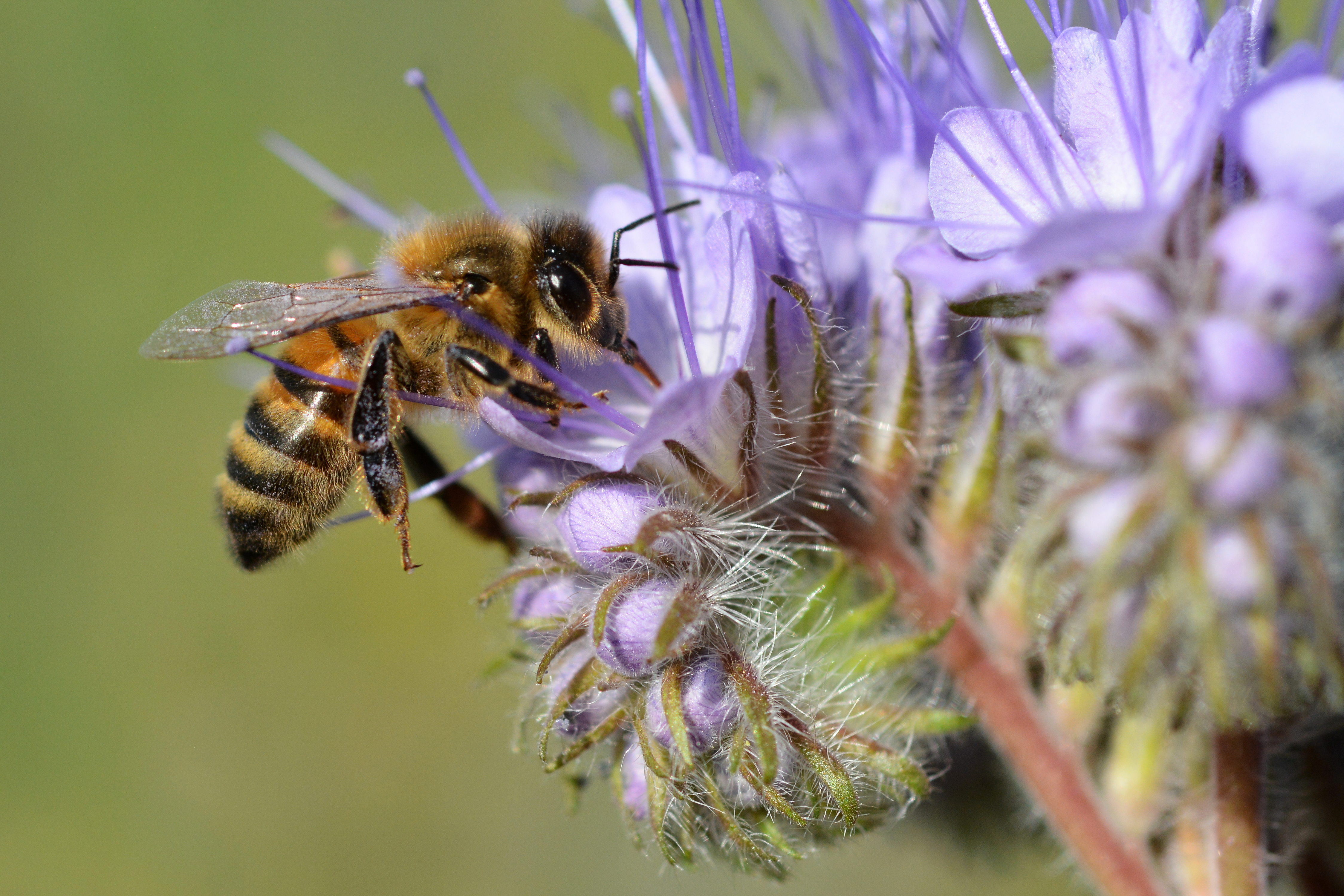
Медоносная пчела на соцветии

Является медоносом, привлекает других полезных насекомых (мухи-журчалки), используется в качестве зелёного удобрения. Медовая продуктивность 200 кг, а на плодородных почвах — более 300 кг с 1 га.
Урожайность зелёной массы доходит до 20 тонн на гектар. Однако в качестве корма зелёная масса мало пригодна, скотом не поедается. В чистом виде плохо силосуется из-за недостатка сахаров. Используется также для пожнивных и поукосных посевов.

## Таксономия
Phacelia tanacetifolia Benth. Transactions of the Linnean Society of London 17(2): 280. 1835.

### Синонимы
- Phacelia tanacetifolia subvar. tenuisecta Brand, 1913
- Phacelia tanacetifolia var. cinerea Brand, 1912
- Phacelia tanacetifolia var. pseudodistans Brand, 1913